# Oh, Daddy! (film 1915)
Oh, Daddy! è un cortometraggio muto del 1915 diretto da Fred Cooley. Prodotto dalla American Film Manufacturing Company su un soggetto di Webster Campbell, il film - una commedia in un rullo - aveva come interpreti Fred Gamble, Virginia Kirtley, Joe Harris e lo stesso sceneggiatore, Webster Campbell.

## Trama
Walter Hymens, un vedovo che vive insieme ai figli John e Jimmy, si è ormai ritirato a una vita tranquilla e rifiuta gli inviti dei due giovani che lo incitano a uscire e ad andare a ballare. Quando poi nella casa vicina viene ad abitare una bella vedova, John e Jimmy non reputano certo il padre come rivale e cominciano a contendersi tra di loro qualche sorriso della loro nuova vicina.

Una sera che, come al solito, i due fratelli sono a fare le ore piccole in città, il loro padre, a letto in pigiama, sobbalza per le urla che provengono dalla casa vicina. Così come si trova, corre in aiuto e finisce per scontrarsi con la vedova terrorizzata che sta invocando soccorso. I due giovani Hymens, arrivati in casa in quel momento, assistono sconvolti all'involontario abbraccio tra i due, uno in pigiama, l'altra in camicia da notte. Ma poi, fatta qualche indagine, si scopre che a provocare tutto quel trambusto era stato il gatto, che aveva fatto cadere un vaso, rumore scambiato dalla vedova per una visita di ladri. I ragazzi tirano un sospiro di sollievo per riprendere la mattina seguente la discussione su chi sia il favorito della bella vicina.

Mentre i due, litigando, passano presto alle mani, il loro padre rivede la bella Valerie, alla quale ha pensato durante tutta la notte. Lei, notando che al suo paltò manca un bottone, gli dice che lui ha bisogno di una donna e che lei è terribilmente sola.

Dopo essersi dichiarati, i due vogliono annunciare subito il loro fidanzamento ai ragazzi che Hymens trova mentre se le stanno dando in biblioteca. Alla sua domanda di sapere ciò che sta succedendo, i due rispondono che stanno risolvendo il problema di chi sia il favorito della signora. Ridendo, il padre introduce Valerie, presentandola come la sua futura moglie, facendo così restare attoniti i due ragazzi.

## Produzione
Il film fu prodotto dalla American Film Manufacturing Company.

## Distribuzione
Distribuito dalla Mutual, il film - un cortometraggio in una bobina - uscì nelle sale statunitensi il 20 aprile 1915.